# 全叶麻花头
全叶麻花头（学名：Serratula aigida）是菊科麻花头属的植物。分布在天山西部、阿尔泰山及帕米尔以及中国大陆的新疆等地，生长于海拔2,200米的地区，常生长在山坡草甸，目前尚未由人工引种栽培。